# Хват
Хватът е начинът на захващане на щангата или дъмбелът в спортовете с тежести. Терминът се използва и в спортната гимнастика за начинът по който става захващането към висилката, успоредката или халките.

## Видове
В зависимост от позицията в която се намират дланите на ръцете при захващане, съществуват няколко вида хватове.
Според ъгъла на който е завъртяна дланта хватовете биват:
- надхват, наричан още прониран хват (на английски: pronated grip), при който дланта е насочена към земята, а кокалчетата на пръстите се намират над пръта.
- подхват, наричан още супиниран хват (на английски: supinated grip), при който дланта е обърната нагоре, към лицето, а кокалчетата се намират под пръта.
- неутрален хват (на английски: neutral grip), при който дланта е насочена настрани в срещуположната на ръката посока. В случай в който се ползват и двете ръце, същите лежат в успоредни равнини, а дланите са насочени една срещу друга. Понеже се доближава до естествената позиция на ръцете, този хват се използва предимно при работа с дъмбели.
- кръстосан, наричан още смесен хват (на английски: mixed grip), при който едната ръка е в надхват, а другата в подхват.

Според разстоянието на което се намират дланите на ръцете една от друга, хватовете биват още:
- нормален хват (на английски: normal/regular grip), при който дланите са на ширината на раменете.
- тесен хват (на английски: close grip), при който дланите са близко една до друга, а ръцете са почти допрени.
- широк хват (на английски: wide grip), при който дланите са максимално далеч една от друга.